# New Yorker Lions
| Ewige GFL-Bilanz | Ewige GFL-Bilanz | Ewige GFL-Bilanz | Ewige GFL-Bilanz | Ewige GFL-Bilanz | Ewige GFL-Bilanz | Ewige GFL-Bilanz | Ewige GFL-Bilanz | Ewige GFL-Bilanz | Ewige GFL-Bilanz | Ewige GFL-Bilanz | Ewige GFL-Bilanz |
| Jahr             | Gesamt           | Gesamt           | Gesamt           | Heim             | Heim             | Heim             | Ausw.            | Ausw.            | Ausw.            | TD-Verhältnis    |                  |
| Jahr             | S                | N                | U                | S                | N                | U                | S                | N                | U                | TD-Verhältnis    |                  |
| ---------------- | ---------------- | ---------------- | ---------------- | ---------------- | ---------------- | ---------------- | ---------------- | ---------------- | ---------------- | ---------------- | ---------------- |
| 1994             | 7                | 6                | 0                | 3                | 3                | 0                | 4                | 3                | 0                | 324:343          |                  |
| 1995             | 4                | 8                | 0                | 2                | 4                | 0                | 2                | 4                | 0                | 254:339          |                  |
| 1996             | 7                | 4                | 0                | 3                | 2                | 0                | 4                | 2                | 0                | 355:250          |                  |
| 1997             | 7                | 3                | 0                | 4                | 1                | 0                | 3                | 2                | 0                | 338:256          |                  |
| 1998             | 10               | 2                | 0                | 7                | 0                | 0                | 3                | 2                | 0                | 496:185          |                  |
| 1999             | 10               | 2                | 0                | 5                | 1                | 0                | 5                | 1                | 0                | 489:173          |                  |
| 2000             | 7                | 3                | 0                | 4                | 1                | 0                | 3                | 2                | 0                | 360:160          |                  |
| 2001             | 9                | 3                | 0                | 5                | 1                | 0                | 4                | 2                | 0                | 338:230          |                  |
| 2002             | 12               | 0                | 0                | 6                | 0                | 0                | 6                | 0                | 0                | 493:84           |                  |
| 2003             | 10               | 2                | 0                | 5                | 1                | 0                | 5                | 1                | 0                | 462:202          |                  |
| 2004             | 9                | 1                | 0                | 5                | 0                | 0                | 4                | 1                | 0                | 372:216          |                  |
| 2005             | 9                | 3                | 0                | 5                | 1                | 0                | 4                | 2                | 0                | 410:177          |                  |
| 2006             | 11               | 1                | 0                | 6                | 0                | 0                | 5                | 1                | 0                | 483:165          |                  |
| 2007             | 11               | 0                | 1                | 6                | 0                | 0                | 5                | 0                | 1                | 354:166          |                  |
| 2008             | 8                | 3                | 1                | 4                | 1                | 1                | 4                | 2                | 0                | 328:214          |                  |
| 2009             | 3                | 7                | 0                | 2                | 3                | 0                | 1                | 4                | 0                | 168:212          |                  |
| 2010             | 4                | 6                | 2                | 2                | 3                | 1                | 2                | 3                | 1                | 258:247          |                  |
| 2011             | 4                | 10               | 0                | 3                | 4                | 0                | 1                | 6                | 0                | 222:311          |                  |
| 2012             | 4                | 10               | 0                | 2                | 5                | 0                | 2                | 5                | 0                | 374:497          |                  |
| 2013             | 13               | 1                | 0                | 7                | 0                | 0                | 6                | 1                | 0                | 493:177          |                  |
| 2014             | 12               | 0                | 0                | 6                | 0                | 0                | 6                | 0                | 0                | 547:126          |                  |
| 2015             | 11               | 1                | 0                | 5                | 1                | 0                | 6                | 0                | 0                | 483:148          |                  |
| 2016             | 11               | 1                | 2                | 7                | 0                | 0                | 4                | 2                | 1                | 547:171          |                  |
| 2017             | 14               | 0                | 0                | 7                | 0                | 0                | 7                | 0                | 0                | 609:132          |                  |
| 2018             | 11               | 1                | 2                | 5                | 1                | 1                | 6                | 0                | 1                | 526:178          |                  |
| 2019             | 14               | 0                | 0                | 7                | 0                | 0                | 7                | 0                | 0                | 586:179          |                  |
| 2020             |                  |                  |                  |                  |                  |                  |                  |                  |                  |                  |                  |
| 2021             | 5                | 5                | 0                | 2                | 3                | 0                | 3                | 2                | 0                | 288:260          |                  |
| 2022             | 6                | 2                | 2                | 3                | 1                | 1                | 3                | 1                | 1                | 337:224          |                  |
| 2023             | 10               | 2                | 0                | 6                | 0                | 0                | 4                | 2                | 0                | 356:175          |                  |
| 2024             | 7                | 5                | 0                | 3                | 3                | 0                | 4                | 2                | 0                | 252:215          |                  |
| Gesamt           | 260              | 87               | 10               | 137              | 40               | 4                | 123              | 53               | 5                | 11.902:6.413     |                  |

Logo von 1987 bis 2010

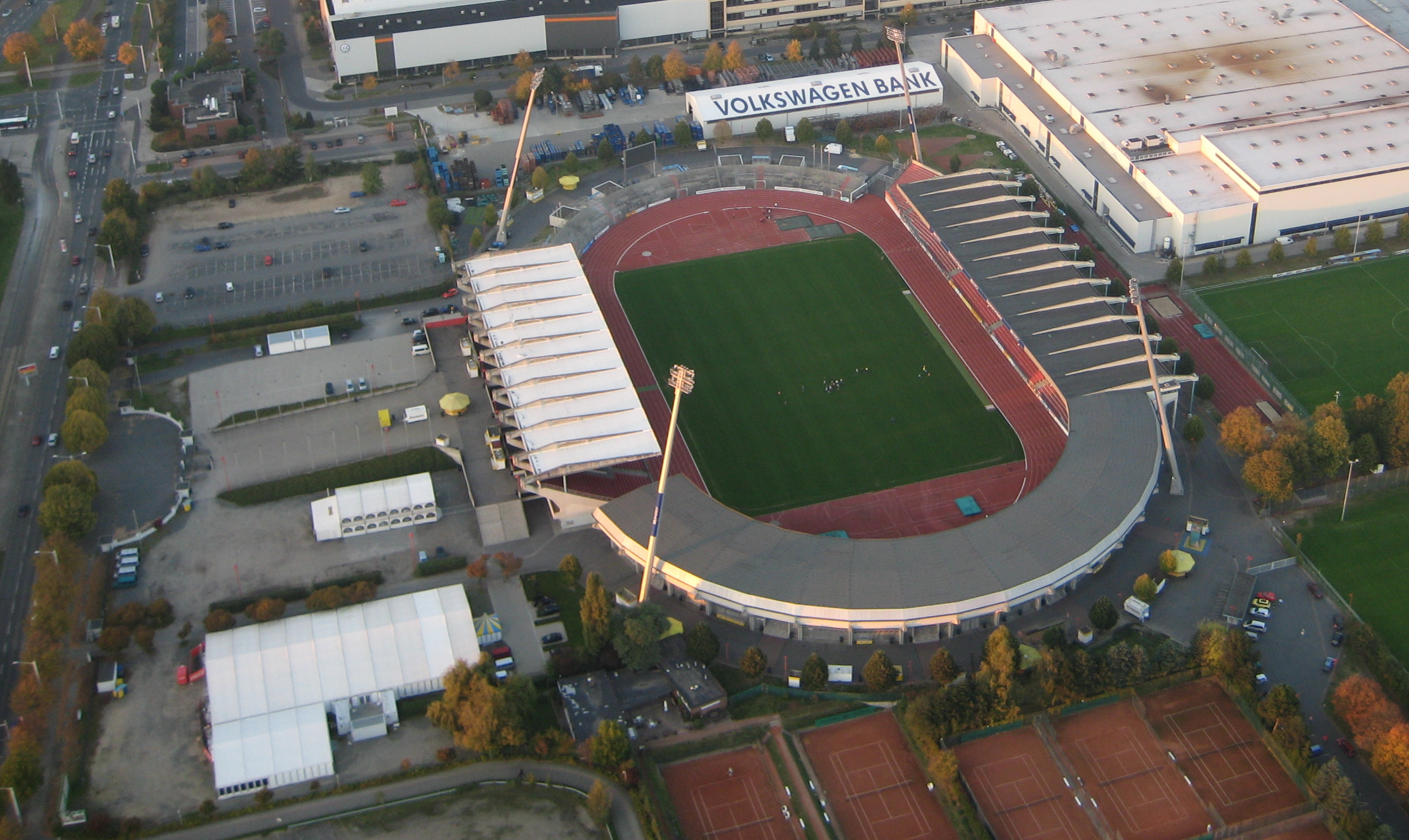
Eintracht-Stadion

Die New Yorker Lions, bis einschließlich der GFL-Saison 2010 Braunschweig Lions, sind eine American-Football-Mannschaft aus Braunschweig. Sie spielen seit der Saison 1994 ununterbrochen in der German Football League und sind mit zwölf German-Bowl-Siegen deutscher Rekordmeister. Die Erstligamannschaft wird seit der Saison 2011 von der FFC Sportmanagement GmbH & Co. KG betrieben, die sich seit November 2011 im Besitz von New Yorker befindet. Der Amateur- und Nachwuchsbereich des American Football und das Cheerleading sind im 1. FFC Braunschweig e. V. organisiert.

## Geschichte
Auf einen Zeitungsaufruf am 23. Oktober 1986, in dem zwei Braunschweiger Schüler weitere Interessenten für ein Football-Team suchten, meldeten sich rund 30 Personen. Die Gründung der Lions und die Aufnahme des Spielbetriebs fanden 1987 statt.
Im Jahr 1994 gelang der Aufstieg in die 1. Bundesliga, die heutige German Football League (GFL), in der sie seitdem spielen. Schon nach 3 Jahren in der GFL kam es zum ersten Titelgewinn des German Bowl im Jahr 1997. Seitdem standen die Braunschweig Lions bis einschließlich 2008 in jedem Finale des German Bowl und konnten diesen 7-mal (1997, 1998, 1999, 2005, 2006, 2007, 2008) für sich entscheiden. Nach drei deutschen Titeln in Folge verloren die Lions jedes Endspiel des German Bowl, teilweise sehr knapp (2003: 36:37 vs. Hamburg Blue Devils). Dabei traten sie am häufigsten gegen ihre Erzrivalen, die Hamburg Blue Devils an. Nach einer weiteren Niederlage im Endspiel der Saison 2004 gegen die Berlin Adler (10:7), konnte die negative Serie am 8. Oktober 2005 mit einem 31:28-Sieg gegen die Hamburg Blue Devils im German Bowl XXVII in der AWD-Arena zu Hannover beendet werden. In der Saison 2006 konnten sie ihren Titel erfolgreich gegen die Marburg Mercenaries verteidigen. Allerdings verzichteten sie auf die durch den Gewinn der German Bowl ermöglichte Teilnahme an der European Football League.
Durch einen 26:21-Sieg im Halbfinale der GFL-Saison 2007, der am 22. September 2007 gegen die Marburg Mercenaries errungen wurde, haben die Lions als einziges GFL Team die elfte Finalteilnahme in Folge erreicht. Den German Bowl XXIX, die deutsche Meisterschaft im American Football, gegen die Stuttgart Scorpions gewannen die Lions mit 27:6 und haben damit ihre sechste Deutsche Meisterschaft errungen. Sie blieben in diesem Jahr auch erstmals in der Vereinsgeschichte eine ganze Saison lang ungeschlagen.
Auch in der Saison 2008 haben die Braunschweig Lions erneut das Endspiel erreicht und traten somit am 27. September 2008 im German Bowl XXX gegen die Kiel Baltic Hurricanes an und gewannen diesen mit 20:14. Der German Bowl XXX fand in der Commerzbank-Arena in Frankfurt am Main statt.
Die Braunschweiger Siegesserie brach in der Saison 2009 ab, als die Lions mit lediglich drei Siegen in der regulären Saison die Play-offs zum ersten Mal seit 14 Jahren nicht erreichen konnten. Auf dem letzten Platz der Division Nord mussten sie sich im direkten Punktvergleich dem Aufsteiger Assindia Cardinals geschlagen geben. Da kurz vor Saisonbeginn die Hamburg Blue Devils ihren Rückzug aus der GFL bekannt gegeben hatten spielten in diesem Jahr nur fünf Mannschaften in der Nordgruppe und der letzte, die Braunschweig Lions, brauchte auch nicht in die Relegation.
Auch die Saison 2010 war für die Lions nicht sehr erfolgreich. Sie erreichten zwar den vierten Tabellenplatz und damit die Play-offs, aber im ersten Spiel der Play-offs standen sie dem erstplatzierten die Südgruppe gegenüber. Das Spiel Marburg Mercenaries gegen Braunschweig Lions endete mit 31:21 und damit war auch die Teilnahme an den Play-offs für Braunschweig beendet.
Die Saison 2011 verlief sogar noch schlechter für die Braunschweiger Löwen. Am Ende der Saison konnte, mit nur vier Siegen, lediglich der sechste Tabellenplatz erkämpft werden. Nur noch die Assindia Cardinals erstritten weniger Punkte und platzierten sich hinter ihnen. Als vorletzter der Gruppe konnte somit wenigstens die Teilnahme an der Relegation verhindert werden.
In der Saison 2012, in der je Gruppe erstmals acht Mannschaften spielten, konnten die Lions am Saisonende wieder nur den sechsten Tabellenplatz in der Nordgruppe erobern. Die Mannschaft landete damit im Niemandsland der Plätze fünf bis sieben zwischen Play-off und Abstiegskampf.
Mit der Verpflichtung von Troy Tomlin vor der Saison kehrten die Lions 2013 auf die Erfolgsspur zurück. Mit nur einer Niederlage aus 14 Spielen sicherten sich die Braunschweiger zunächst den Titel der GFL Gruppe Nord. Nach Play-off-Siegen gegen die Rhein-Neckar Bandits und die Kiel Baltic Hurricanes erreichte die Mannschaft schließlich zum ersten Mal seit 2008 wieder das Endspiel um den German Bowl. Hier gewannen die Lions in Berlin nach einem knappen 35:34-Sieg gegen die Dresden Monarchs die achte deutsche Meisterschaft der Vereinsgeschichte.
In der Saison 2014 gelang der Mannschaft erstmals eine Perfect Season, welche sie mit dem Gewinn der neunten deutsche Meisterschaft im Rahmen des German Bowl XXXVI krönten. Weniger erfolgreich verlief die European Football League Saison 2014 in der Big6 European Football League. Nachdem die Gruppenphase hatte gewonnen werden können, unterlag die Mannschaft im Endspiel um den Eurobowl XXVIII der Mannschaft der Berlin Adler.
Die Lions erreichten in der Saison 2015 wieder den Sieg in der Nord-Staffel mit 11 Siegen bei 1 Niederlage. Im selben Jahr gewannen die Lions den Eurobowl XXIX der Big6 European Football League. Außerdem erreichten die Lions auch in diesem den German Bowl (German Bowl XXXVII) und gewannen diesen am 10. Oktober 2015 in Berlin gegen die Schwäbisch Hall Unicorns mit 41:31.
In der Saison 2016 gelang den Lions erneut der Gewinn des Eurobowl XXX der Big6 European Football League. Ebenso wurde erneut der 1. Platz in der Nord-Staffel mit 11 Siegen, 2 Unentschieden und einer Niederlage erreicht. Am 8. Oktober 2016 gewannen die Lions gegen die Schwäbisch Hall Unicorns den German Bowl XXXVIII mit 31:20.
In der Saison 2017 gelang der Mannschaft fast eine „Perfect Season“, ihre Siegesserie riss erst im German Bowl XXXIX. Hier mussten sie sich erstmals in einem Endspiel um den German Bowl, hier trafen sie erneut auf die Schwäbisch Hall Unicorns, gegen eine Südmannschaft geschlagen geben. Jedoch konnten sie den Eurobowl XXXI gewinnen.
Die Saison 2018 brachte für die Mannschaft den Sieg im Eurobowl XXXII. Im Kampf um den German Bowl unterlagen die Braunschweiger im Halbfinale und konnten erstmals nach der Namensänderung 2010 nicht in das Endspiel einziehen.
Die Saison 2019 brachte für die Mannschaft eine „Perfect Season“ mit der „Nordmeisterschaft“ in der regulären Saison sowie einer Siegesserie in den Play-offs um den German Bowl XLI. Die Saison brachte für die Lions, nach einem 10:7-Sieg über die Schwäbisch Hall Unicorns, die zwölfte nationale Meisterschaft.
Im Jahr 2020 wurde aufgrund der COVID-19-Pandemie keine Saison der German Football League ausgetragen.
Die Saison 2021 lief für die Mannschaft nicht so erfolgreich wie gewohnt. Nach einem vierten Tabellenplatz in der Nord-Staffel mit fünf Siegen und fünf Niederlagen kam es bereits im Viertelfinale zum Aufeinandertreffen mit den Unicorns aus Schwäbisch Hall. Diese gewannen deutlich mit 38:13 und verhinderten so die achte Halbfinalteilnahme der Lions in Serie. Auch ein Jahr später, in der Saison 2022, mussten die Lions bereits nach dem Viertelfinale die Saison beenden. Zwar sicherten sich die Braunschweiger mit einem zweiten Platz ein Play-off-Heimspiel, in dem verloren sie dann überraschend gegen die Allgäu Comets.
In den Play-offs 2023 kam es dann gewissermaßen zum Rückspiel. Als Dritter des Nordens, nach zehn Siegen bei nur zwei Niederlagen, mussten die Lions diesmal gegen die Comets in Kempten antreten. Die Revanche glückte knapp, nachdem die Lions in der zweiten Verlängerung gewinnen konnten. Im Halbfinale wurden die Braunschweiger dann vom späteren Deutschen Meister, den Potsdam Royals, relativ deutlich besiegt.
Auch die Saison 2024 beendete die Mannschaft, nach einer Saison mit nur sieben Siegen bei fünf Niederlagen, auf dem dritten Tabellenplatz der Gruppe Nord. In den Play-offs konnten sich die Löwen im Viertelfinale gegen die Ravensburg Razorbacks deutlich durchsetzen, bevor sie im Halbfinale erneut vom amtierenden und späteren Deutschen Meister aus Potsdam besiegt wurden.

## Namenswechsel
Nach der abgelaufenen Saison 2010 wurde bekannt gegeben, dass aufgrund der Lizenzbedingungen der GFL ab der Saison 2011 eine neue Betriebsgesellschaft die wirtschaftlichen Geschicke der Lions führen wird. Im Zuge der Verhandlungen zwischen der bisherigen und der neuen Betriebsgesellschaft konnte keine Einigung über den Kauf der Rechte am Namen Braunschweig Lions und am Logo erzielt werden, so dass eine Umbenennung der Mannschaft nötig wurde und das Logo geändert werden musste.
Für die Saisons 2011 und 2012 wurde zunächst das Fitnessstudio Hygia als Namenssponsor gewonnen. Im März 2011 wurde bekannt gegeben, dass das Modeunternehmen New Yorker, dass die Lions bereits seit 1988 als Sponsor unterstützt, nun als neuer Namenssponsor gewonnen werden konnte. Möglich wurde der abermalige Wechsel nach dem freiwilligen Rückzug von Hygia vom Sponsoring. Somit laufen die Lions, wie schon im Jahre 1995, seit der Saison 2011 als New Yorker Lions auf.
Im Februar 2025 gab New Yorker bekannt, die Zusammenarbeit als Haupt- und Namenssponsor des Vereins mit dem Ende der Saison 2025 zu beenden.

## Titel
- 1997 Deutscher Meister (26:23 gegen Cologne Crocodiles)
- 1998 Deutscher Meister (20:14 gegen Hamburg Blue Devils)
- 1999 Deutscher Meister (25:24 gegen Hamburg Blue Devils) und Eurobowl-Sieger (27:23 gegen Hamburg Blue Devils)
- 2000 Deutscher Vizemeister (29:31 gegen Cologne Crocodiles)
- 2001 Deutscher Vizemeister (13:31 gegen Hamburg Blue Devils)
- 2002 Deutscher Vizemeister (13:16 gegen Hamburg Blue Devils) und Eurobowl-Vize (20:27 gegen Bergamo Lions aus Italien)
- 2003 Deutscher Vizemeister (36:37 gegen Hamburg Blue Devils) und Eurobowl-Sieger (21:14 gegen Vienna Chrysler Vikings aus Österreich)
- 2004 Deutscher Vizemeister (7:10 gegen Berlin Adler)
- 2005 Deutscher Meister (31:28 gegen Hamburg Blue Devils)
- 2006 Deutscher Meister (31:13 gegen Marburg Mercenaries)
- 2007 Deutscher Meister (27:6 gegen Stuttgart Scorpions)
- 2008 Deutscher Meister (20:14 gegen Kiel Baltic Hurricanes)
- 2013 Deutscher Meister (35:34 gegen Dresden Monarchs)
- 2014 Deutscher Meister (47:9 gegen Schwäbisch Hall Unicorns) und Eurobowl-Vize (17:20 gegen Berlin Adler)
- 2015 Deutscher Meister (41:31 gegen Schwäbisch Hall Unicorns) und Eurobowl-Sieger (24:14 gegen Schwäbisch Hall Unicorns)
- 2016 Deutscher Meister (31:20 gegen Schwäbisch Hall Unicorns) und Eurobowl-Sieger (35:21 gegen Swarco Raiders Tirol)
- 2017 Deutscher Vizemeister (13:14 gegen Schwäbisch Hall Unicorns) und Eurobowl-Sieger (55:14 gegen Frankfurt Universe)
- 2018 Eurobowl-Sieger (20:19 gegen Frankfurt Universe)
- 2019 Deutscher Meister (10:7 gegen Schwäbisch Hall Unicorns)

## Lady Lions
Erstmals wurde 1996 eine Damenmannschaft, die Lady Lions in Braunschweig gegründet. Diese debütierte in der darauffolgenden Saison 1997 in der Damenbundesliga (DBL) als Spielgemeinschaft mit den Blue Lions aus Wolfsburg. Ohne wesentliche Erfolge bestand diese Spielgemeinschaft über drei Saisons bis zur Jahrtausendwende. Daran anschließend spielten die Lady Lions bis zur Saison 2003 fortan selbstständig, schlossen die Spielzeiten allerdings jeweils auf dem letzten Gruppenplatz ab.
Nach zwei Jahren ohne Spielbetrieb kehrten die Lady Lions 2006 als Spielgemeinschaft mit den Bremen Firestarter zurück in die DBL. Ohne siegreiche Spiele wurde auch diese Saison als Tabellenletzter beendet und die Spielgemeinschaft zerbrach nach nur einem Jahr, da die Firestarter sich auflösten. Erneut auf sich allein gestellt, konnte auch 2007 kein Erfolg gefunden werden und die Lady Lions wurden zwar mit einem Unentschieden, aber ohne Siege Letzte. Dies war für sie die aktuell letzte Saison in der 1. Bundesliga, da sich die Braunschweigerinnen für die nächste Saison entschieden, in der neu gegründete Damenaufbauliga (DAL) teilzunehmen. Da sich auch in der DAL (bzw. DBL2 ab 2009) in den darauffolgenden zwei Jahren kein Erfolg einstellte, entschieden sich die Lady Lions erneut für eine zweijährige Spielpause.
Mit ihrer Rückkehr 2012 in die DBL2 qualifizierten sich die Lady Lions erstmals für die Play-offs. Da in ihrer Gruppe lediglich zwei Teams waren und die besten zwei jeweils eine Chance für die Play-offs erhielten, qualifizierten sie sich, ohne vorher ein siegreiches Spiel gehabt zu haben. Im Halbfinale scheiterten die Lady Lions mit 0:66 gegen die Stuttgart Scorpions Sisters.
Auch in der Saison 2013 erreichten sie den zweiten Gruppenplatz: Dieses Mal mit einem Sieg in drei Spielen, womit sie sich erneut für die Play-offs qualifizierten. Wie im Vorjahr spielten sie gegen die Stuttgarterinnen, die allerdings dieses Mal weniger deutlich nur mit 14:6 gewannen.
Von 2014 bis 2016 konnten die Lady Lions ihre Leistung stetig verbessern und gewannen pro Saison mehrere Spiele, verpassten allerdings jeweils die Play-offs, da entweder die Gruppenaufteilung kurzzeitig geändert worden war oder weil die Liga eine Vergrößerung erfuhr und die Verbesserung nicht zur Qualifikation gegen die neuen Teams reichte.
Mit der Saison 2017 gewannen die Braunschweigerinnen erstmals die Mehrheit der regulären Saisonspiele und errangen damit den ersten Gruppensieg der Teamgeschichte. Im Viertelfinale der vergrößerten Play-offs scheiterten sie allerdings mit 6:22 gegen die Cologne Ronin Ladies.
2018 ebbte der Erfolg zunächst wieder ab und verblieb mit einer nur durchschnittlichen Saisonleistung auf dem dritten Gruppenplatz ohne Teilnahme an den Play-offs.
Auch in der Saison 2019 blieb die Leistung in der regulären Saison mit drei Siegen in sechs Spielen nur durchschnittlich, doch dank des gewonnenen direkten Vergleichs erreichten die Lady Lions den zweiten Platz und die Play-offs. Dort bezwangen sie zunächst im Viertelfinale die Bochum Miners mit 40:26 und im Halbfinale mit 34:27 die Hannover Grizzlies Ladies, gegen die sie zuvor beide Spiele verloren hatten. Im Finale standen sie den Allgäu Comets Ladies gegenüber, die sie knapp mit 22:20 besiegen konnten und womit sie die erste Zweitligameisterschaft in der Teamgeschichte gewannen.
Ebenso wie bei den New Yorker Lions in der GFL musste auch in der DBL2 die Saison 2020 aufgrund der COVID-19-Pandemie ausfallen. Zwar konnten im Jahr darauf einige Teams und Gruppen den Spielbetrieb bereits wieder aufnehmen, die Gruppe Nord und die Lady Lions gehörten allerdings nicht zu diesen.
In der Saison 2022 konnten Lady Lions ihre Leistung in der regulären Saison wieder deutlich steigern und gewannen drei ihrer Spiele, womit sie zum zweiten Mal seit 2017 ihre Gruppe gewannen. Als Nachwirkungen der vorherigen Pandemie wurden in diesem Jahr allerdings keine Play-offs gespielt, weshalb sie ihren Meisterschaftstitel nicht verteidigen konnten.
Die Saison 2023 lief für die Lady Lions zunächst perfekt und ohne Niederlage. Im letzten regulären Saisonspiel standen sie den Hannover Grizzlies Ladies gegenüber, mit denen sie um den Gruppensieg und den Einzug in die Play-offs konkurrierten. Da sie die Grizzlies bereits im Hinspiel besiegen konnten, war für die Lions vor dem Spiel klar, dass selbst eine Niederlage kein Desaster bedeuten würde. Stattdessen hatten die Lady Lions im direkten Vergleich ein Polster von 7 Punkten, das sie sich bei einer Niederlage erlauben durften. Letztendlich konnten sich die Grizzlies Ladies aber mit 20:12 durchsetzen, womit sie einen Punkt zu viel erzielten und den Lions den Gruppensieg sowie die Play-offs erfolgreich streitig machten.

## Verein
Von 1987 bis 1999 waren die Lions Teil des Post-SV Braunschweig. Zum 1. Januar 2000 gliederten sie sich aus dem Verein aus und gründeten den 1. FFC Braunschweig e. V. Der Post-SV Braunschweig musste 2001 Insolvenz anmelden und wurde aufgelöst. Die Betriebsgesellschaft Service Team GmbH, in die die Erstligamannschaft ausgegliedert wurde, musste 2006 Insolvenz anmelden und wurde zur Saison 2007 durch die Sports Emotions GmbH ersetzt. Die Sport Emotions GmbH wurde nach der Saison 2010 durch die FFC Sportmanagement GmbH & Co. KG ersetzt, die sich seit November 2011 im Besitz von New Yorker befindet. Im 1. FFC Braunschweig e. V. ist der Amateur- und Nachwuchsbereich des American Football und das Cheerleading organisiert.
Übersicht der Angebote:
American Football (mit Kontakt)
- 1. Herrenmannschaft – New Yorker Lions (ab 18 Jahren)
- 2. Herrenmannschaft – Lions II (ab 18 Jahren)
- Junior Lions U20 (16–19 Jahre)
- Junior Lions U16 (13–16 Jahre – für Jungen und Mädchen)
- Damenmannschaft – Lady Lions (ab 16 Jahren)

American Football/Flag Football (ohne Kontakt)
- Senior Lions Flag Team (ab 16 Jahren – für Jungen und Mädchen)
- Junior Lions U13 (6–12 Jahre – für Jungen und Mädchen)

Cheerleading
- Mini Cats (ab 5 Jahren – für Mädchen und Jungen) – Cheer – Mini Level 0 / Beginner
- Tiny Cats (6–11 Jahre – für Mädchen und Jungen) – Cheer – Primary Level 0
- Little Cats (6–11 Jahre – für Mädchen und Jungen) – Cheer – Primary Level 1
- Cheer Cats (11–15 Jahre – für Mädchen und Jungen) – Cheer – Youth / Junior
- Predatory Cats (ab 15 Jahre – für Mädchen) – Cheer – Senior Allgirl
- Dance Cats (ab 18 Jahre – für Frauen) – Performance Cheer – Senior

## Sonstiges und Wissenswertes
- Im Jahr 2007 wurden die Lions vor, während und nach dem German Bowl von Göran Rieche begleitet, der mit seiner Kamera die 85-minütige Dokumentation „In der Höhle der Löwen – kein Märchen“ drehte. Die Dokumentation wurde Anfang 2008 zweimal im Cinemaxx Braunschweig gezeigt und ist ebenfalls als DVD erhältlich.

- Mit dem Sieg im German Bowl 2008 stellten die Lions neue Rekorde auf. Sie sind damit nicht nur das Team mit den meisten German-Bowl-Siegen (damals 7, inzwischen 12), sondern auch das erste Team, dem es gelang, viermal in Folge den Titel zu gewinnen, sowie zwölfmal in Folge ins Finale einzuziehen.